# Zollhundeschule
Die Zollhundeschule (ZHSch) ist in Deutschland eine Einrichtung der Bundeszollverwaltung, in der Hunde zum Schutzhund bzw. Spürhund ausgebildet werden und Personen zum Zollhundeführer. In Deutschland wurden im Jahre 1958 Zollhundeschulen in Bleckede und Neuendettelsau gegründet, die bis heute bestehen.

## Organisation
Die ZHSch Bleckede und die ZHSch Neuendettelsau wurden im Rahmen der Umsetzung des Projekts Strukturentwicklung Zoll als Dienstsitze für Hundewesen in das Bildungs- und Wissenschaftszentrum der Bundesfinanzverwaltung (BWZ) integriert. Dieses wurde als Einheit in die Struktur der am 1. Januar 2016 gegründeten Generalzolldirektion überführt.

## Einrichtungen
Die ZHSch Bleckede befindet sich in der Breetzer Straße 33, 21354 Bleckede. Die Anlage umfasst über 100 Hundezwinger, 200 ha Waldgelände, 8 Ausbildungsplätze und 3 Bunker.
In der Breslauer Straße 1, 91564 Neuendettelsau befindet sich die ZHSch Neuendettelsau. Diese umfasst über 70 Zwinger, etwa 130 ha Waldgelände, etwa 600 ha Gelände für die Fährtenarbeit, 9 Ausbildungsplätze und etwa 80 Bunker.
Beide Einrichtungen werden vom Zoll und der Bundespolizei gleichermaßen genutzt. Es bestehen auch Ausbildungsprojekte mit den Zollverwaltungen diverser anderer Staaten. Die Weltzollorganisation hat im Jahr 2015 beide Hundeschulen als Regional Dog Training Centres zertifiziert.

## Ausbildung

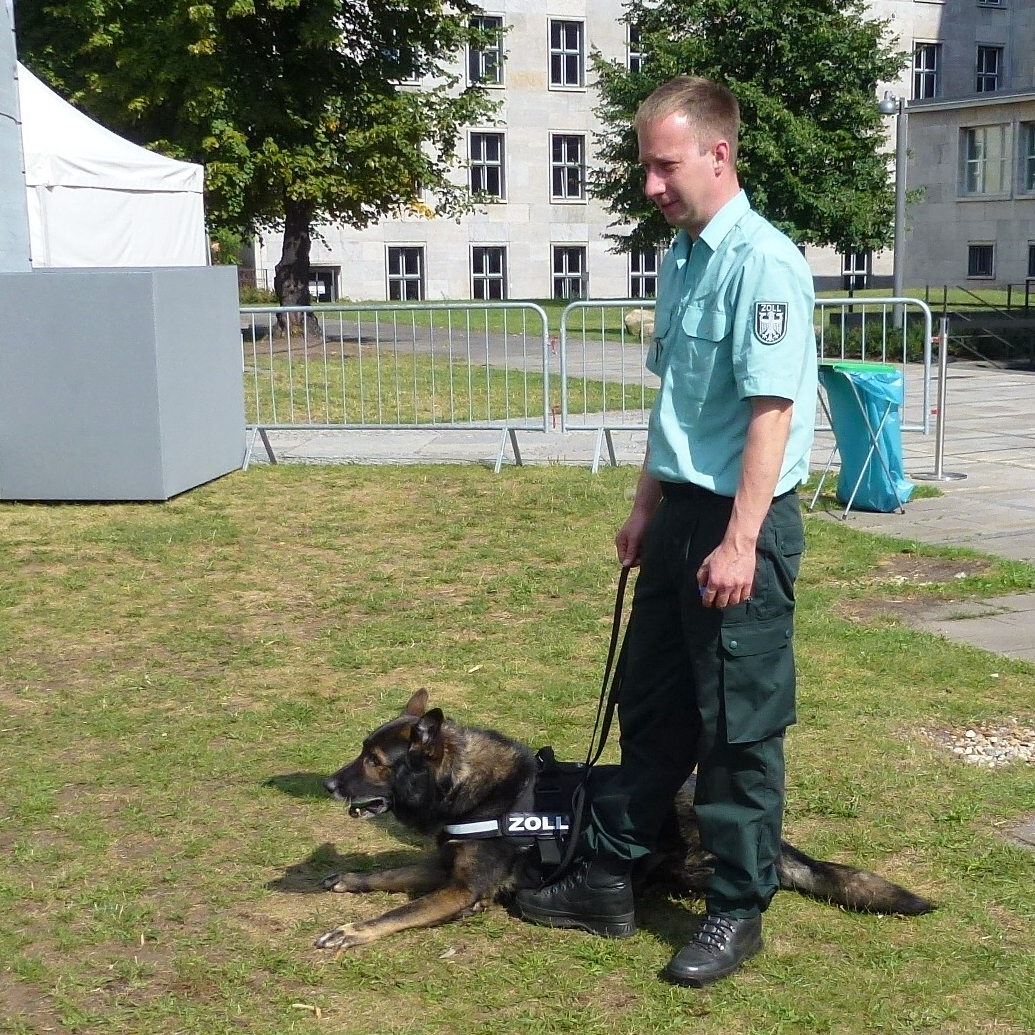
Zollhundeführer mit Zollhund

Die Schulung zum Zollhundeführer erfolgt durch Zollhundelehrwarte erst nach einer zweijährigen Ausbildung im mittleren Dienst beim Zoll.
Um zum Diensthund abgerichtet werden zu können, muss ein Hund mindestens zwölf Monate alt sein, einen ausgeprägten Spieltrieb und Geruchssinn besitzen sowie leicht dominant veranlagt sein. Die Schutzhundausbildung beginnt mit einem dreiwöchigen Vorbereitungslehrgang. Nach kurzer Erholungsphase folgt der fünfwöchige Abschlusslehrgang mit Prüfung. Daran kann sich im Falle einer Eignung eine Ausbildung zum Spürhund anschließen. Die Hunde werden dann individuell als Drogen-, Tabak-, Bargeld- oder Sprengstoffspürhund eingesetzt. Zudem gibt es Artenschutzspürhunde zum Auffinden von geschützten Tierarten und daraus gewonnenen Erzeugnissen.
Im Jahr 2005 wurden an der ZHSch Bleckede 180 Hunde ausgebildet.
Ausgebildet werden in der Regel Hunde der Rasse Belgischer Schäferhund aber auch Deutsche und Holländische Schäferhunde, Riesenschnauzer sowie weitere Diensthunderassen und Mischlingshunde. Als reine Spürhunde werden auch andere Rassen wie Labrador Retriever, Cocker Spaniel oder Jack Russell Terrier ausgebildet. Die Zollhunde werden in der Regel bis zu ihrem zehnten Lebensjahr als Diensthunde genutzt. Im Durchschnitt dauert die Ausbildung von Hund und Hundeführer 12 bis 18 Monate und kostet etwa 10.000 bis 15.000 €.